# Libro dei Martiri di Foxe
Il Libro dei Martiri di Foxe (inglese: Foxe's Book of Martyrs), il cui titolo vero titolo è Atti e monumenti della Chiesa (inglese: Actes and Monuments of these Latter and Perillous Days, Touching Matters of the Church), è un'opera di storia del protestantesimo e al contempo un martirologio dello storico anglicano inglese John Foxe.
Pubblicato per la prima volta nel 1563 da John Day, l'opera deve la sua fama ai resoconti polemici delle sofferenze inflitte ai protestanti dalla Chiesa cattolica, con particolare interesse per le vicende inglesi e scozzesi, al punto che alcune riduzioni si limitarono a stampare esclusivamente quei capitoli. L'opera divenne immediatamente popolare: ristampata quattro volte solo durante la vita di Foxe e in continuo ampliamento anche dopo la sua morte, contribuì alla creazione dell'identità religiosa e nazionale del popolo inglese per oltre quattro secoli.

## Titolo
Malgrado il titolo originale fosse Actes and Monuments [...] (italiano: Atti e Monumenti della Chiesa), il libro divenne immediatamente noto come Foxe's Book of Martyrs ("Il libro dei martiri di Foxe"). Questo perché, subito dopo la pubblicazione, il vescovo Edmund Grindal lo definì "il libro dei martiri inglesi", creando una potente connessione che rimase impressa nell'immaginario popolare e si diffuse rapidamente. Costernato, Foxe tentò di utilizzare la seconda edizione per correggere il malinteso, ma senza successo, soprattutto perché ben pochi di coloro che pensavano al suo libro come a un martirologio avevano effettivamente l'istruzione necessaria o la possibilità economica per leggerlo, e di conseguenza di venire a sapere della rettifica.
Non ho mai scritto libri che portassero il titolo di Libro dei Martiri. Ho scritto un libro intitolato Atti e monumenti, che tratta di molte altre cose oltre ai martiri di Cristo.
 — John Foxe, Atti e monumenti, 1570
Di conseguenza, il soprannome rimase e assunse sempre più popolarità quando iniziarono a essere pubblicate edizioni ridotte, stralci e articoli di giornale incentrati esclusivamente sulle vicende dei protestanti perseguitati dai cattolici, allo scopo di "infiammare l'odio contro i cattolici":
...come i bugiardi Atti e monumenti di John Foxe, pubblicati con grandi stampe di uomini e donne protestanti messi al rogo dai cattolici, e i cui infami riassunti sono pubblicati ogni anno sui giornali londinesi col titolo di Libro dei Martiri.
 — John Milner, 1795

## Contenuti

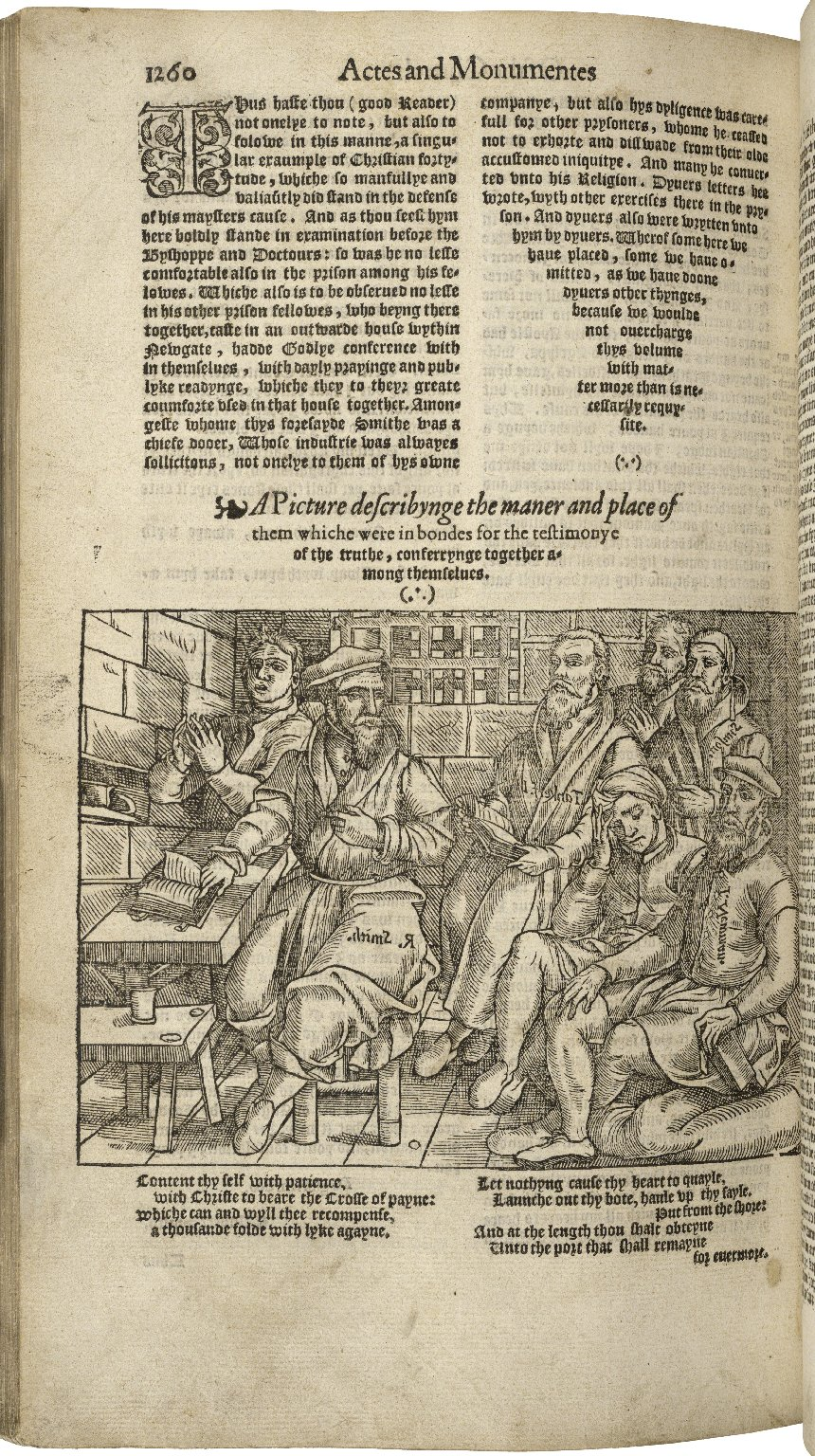
Pagina della prima edizione, 1563

Pubblicato nel 1563, nei primi anni di regno della regina anglicana Elisabetta I e solo cinque anni dopo la morte della cattolica Maria I e il fallimento della Controriforma, Atti e monumenti è un'opera di propaganda protestante concepita in un'epoca in cui l'Inghilterra era teatro di forti scontri fra cattolici e anglicani.
Secondo la versione di Foxe, la Chiesa Anglicana, piuttosto che quella di Roma, era la vera erede del cristianesimo di Cristo e non era perciò un'innovazione moderna o un'eresia, ma al contrario l'espressione della vera fede. La popolarità dell'opera contribuì in modo significativo alla definitiva transizione del popolo inglese dal cattolicesimo all'anglicanesimo.
L'opera era inizialmente divisa in cinque sezioni, dedicate alla storia dei martiri paleocristiani, storia della Chiesa medievale e delle Inquisizioni, storia dei movimenti ispirati da John Wyclif e del Lollardismo, storia dei regni di Enrico VIII e Edoardo VI e infine storia del regno e delle persecuzioni religiose di Maria I.
Appena pubblicata, attirò immediatamente vigorose critiche da parte di studiosi cattolici, fra cui Thomas Harding, Thomas Stapleton, Nicholas Harpsfield e, anni dopo, Robert Parsons, che lo definì "enorme letamaio di puzzolenti martiri, pieno di mille bugie".

## Edizioni

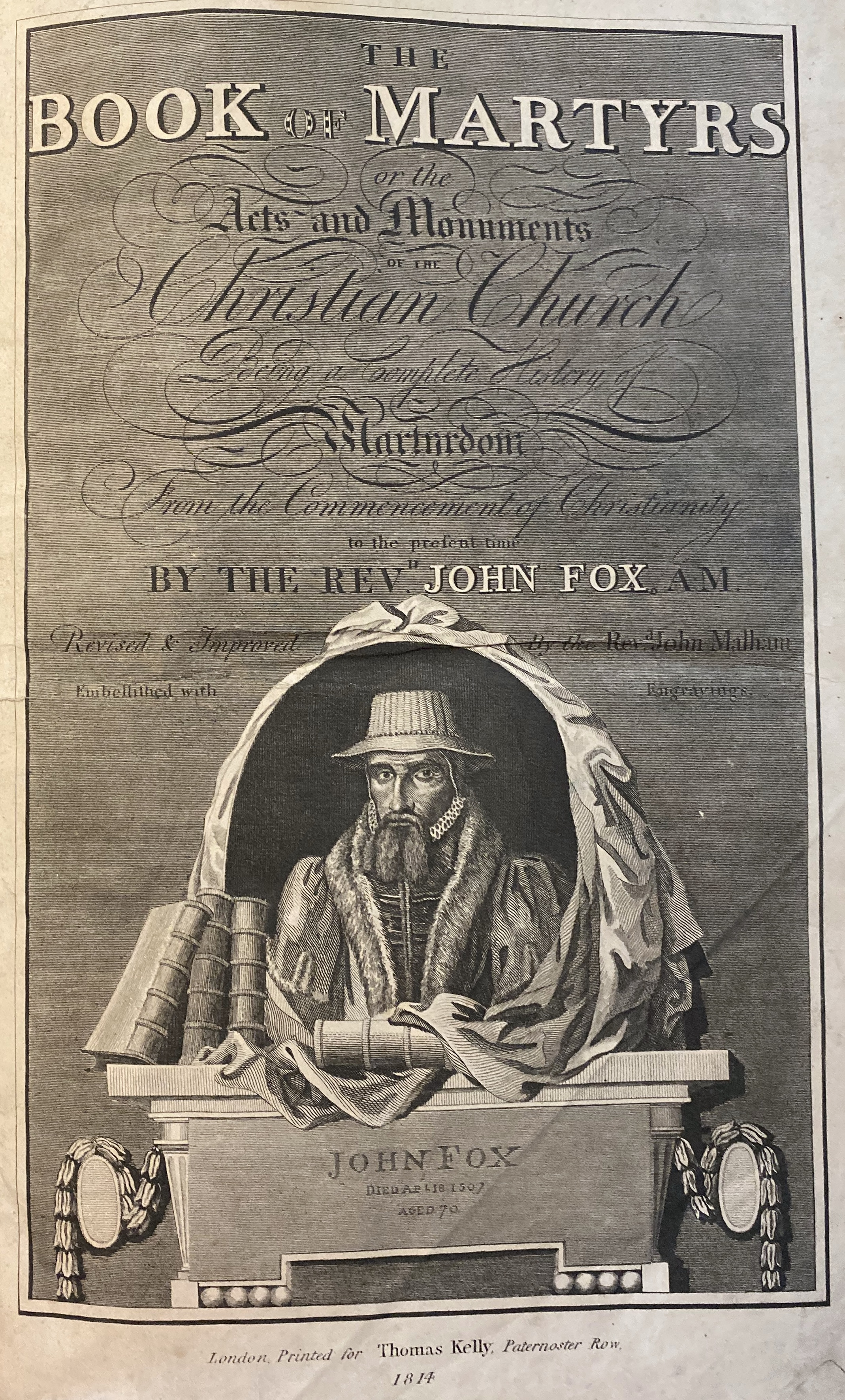
Frontespizio dell'edizione Kelly, 1814

L'opera di Foxe ebbe quattro edizioni a stampa durante la sua vita, rispettivamente nel 1563, 1570, 1576 e 1583. Aveva iniziato a lavorare su Atti e Monumenti nel 1552, durante il regno di Edoardo VI, proseguendo il lavoro per i trent'anni successivi.
La prima edizione, sebbene lunga oltre 1.800 pagine, fu giudicata dal suo autore "incompleta" a causa della pressione per rispettare le scadenze imposte dall'editore. Per rimediare a ciò, la seconda edizione venne ampliata di circa un terzo, superando di molto le 2.000 pagine. La terza edizione fu una versione economica della seconda, mentre la quarta fu ulteriormente ampliata, includendo nuovi testi di Foxe scritti negli ultimi vent'anni, soprattutto un discorso contro la notte di San Bartolomeo.
Dopo la morte di Foxe nel 1587, il testo venne continuamente ristampato, rimaneggiato e ampliato, o, al contrario, ridotto.
La quinta edizione, pubblicata nel 1596, era sostanzialmente fedele alla quarta, ma la sesta includeva una sezione apocrifa relativa al regno di Giacomo I, oltre a rimaneggiare pesantemente il discorso sulla notte di San Bartolomeo. Le edizioni seguenti continuarono ad aggiornare l'opera con sezioni sulla contemporaneità: l'edizione del 1632 includeva una cronologia dettagliata e uno schema del libro, a cui erano state aggiunte sezioni sull'invasione spagnola e sulla congiura delle polveri, oltre all'aggiornamento dell'elenco dei martiri protestanti; mentre quella del 1641 includeva diversi capitoli relativi al regno di Carlo I, oltre alle presunte memorie di Foxe, ora comunemente attribuite a suo figlio Simeon Foxe. L'edizione del 1684 fu la più lussuosa, stampata su carta pesante di alta qualità e includeva incisioni su rame al posto delle vecchie xilografie. Inoltre, esistevano edizioni con illustrazioni colorate a mano, come quella offerta all'arcivescovo Matthew Parker.
Man mano che le edizioni si susseguivano e i contenuti si diversificavano, il titolo dell'opera iniziò a essere riferito più a una serie codificata di testi famosi estratti da esso, piuttosto che a una singola edizione specifica del libro nel suo insieme. 
La popolarità del testo, almeno presso il grande pubblico, diminuì nel corso del XIX secolo, anche se rimase abbastanza popolare da giustificare almeno 55 edizioni nel corso del secolo, oltre a compendi e commenti accademici, alimentati dal continuo dibattito sulla credibilità di Foxe come storico e sul suo valore propagandistico e anticattolico.
Attualmente, il testo integrale è di interesse quasi esclusivamente accademico, ma è ancora possibile trovare pubblicazioni di stralci e compendi in edizione ridotta.

### Prima edizione
La prima edizione a stampa dell'opera risale al 20 marzo 1563, pubblicata dal tipografo protestante John Day. L'epitaffio recitava: "He set a Foxe to write how martyrs run/By death to life. Foxe ventured pains and health/To give them light: Daye spent in print his wealth,/And God with gain restored his wealth again/And gave to him as he gave to the poor" (italiano: Mise Foxe a scrivere delle vicende dei martiri dalla vita alla morte. Foxe ha dato loro luce in salute e malattia. Daye ha speso la sua ricchezza per stamparlo, e a Dio piacendo, gliel'ha restituita con guadagno, dando a lui come dà ai poveri").
Con oltre 60 xilografie diverse, fu il progetto editoriale più ambizioso intrapreso in Inghilterra fino a quel momento. Le descrizioni della prima edizione riferiscono che si trattava di un volume singolo, alto più di un piede e largo due palmi. Con oltre 1.800 pagine, era troppo spesso per essere afferrato con una sola mano e pesava più di un "neonato medio". Ciononostante, Foxe si lamentò del fatto che la fretta impostagli dall'editore non gli avesse permesso di concludere la sua opera come avrebbe voluto. 
Il titolo originale, secondo le convenzioni dell'epoca, era lungo e descrittivo: Actes and Monuments of these Latter and Perillous Days, Touching Matters of the Church, that describes the persecutions and horrible troubles that had been wrought and practiced by the Roman Prelates, speciallye in this realm of England and Scotland from the yeare of our Lorde a thousand unto the tyme nowe present; gathered and collected according to the true copies and writings certificatory, as well of the parties themselves that suffered, as also out of the bishops' registers, which were the doers thereof; by John Fox (italiano: Atti e monumenti di questi ultimi e perigliosi tempi, toccando questioni della Chiesa e descrivendo le persecuzioni e gli orribili problemi causati dai prelati romani, soprattutto in questi regni di Inghilterra e Scozia, dall'Anno Mille di nostro Signore fino al tempo presente; raccolti e collezionati da fonti autentiche e certificate, sia da parte di coloro che hanno sofferto, sia da parte di coloro che ne sono stati esecutori; di John Foxe), comunemente abbreviato in Acts and Monuments.
La pubblicazione rese Foxe celebre ma non ricco: infatti, mentre il volume venne venduto a 10 scellini a copia, equivalente di circa tre settimane di guadagno di un artigiano di livello medio-alto, il contratto stilato con Day non prevedeva il pagamento di royalties all'autore.

### Seconda edizione
Una seconda edizione, nel 1570, fu notevolmente ampliata, passando da 1.800 a 2.300 pagine di testo in doppia colonna, tanto da essere divisa in due volumi, mentre il numero delle xilografie fu portato a 150, quasi tutte realizzate appositamente: infatti, mentre la pratica dell'epoca prevedeva di utilizzare immagini standard o copiate da altri testi, questo era impossibile per il testo di Foxe, che citava soprattutto persone viventi o scomparse in tempi relativamente recenti. L'edizione era talmente grande che Day finì la carta, e per terminarla fu costretto a importarla dal continente, nonché a comporre i fogli incollando fra loro fogli più piccoli. Il prezzo del libro fu di sedici scellini la copia, equivalenti a due mesi di paga di un tessitore di lusso.
Il materiale nuovo includeva testimonianze personali, il Martirologio di Ginevra del 1564 di Jean Crespin e testi prodotti in collaborazione con John Field. Inoltre, in risposta a quelle critiche cattoliche che aveva ritenuto giuste, Foxe rimosse o riscrisse alcuni passaggi ritenuti imprecisi o offensivi, mentre cercò di confutare le altre "con un vigoroso contrattacco, cercando di schiacciare il suo avversario sotto pile di documenti".
L'edizione riscosse il consenso della Chiesa inglese, e nel 1571 la Camera alta, riunita a Canterbury, ordinò che in ogni cattedrale, chiesa e casa di pastore fosse messa a disposizione di chiunque lo desiderasse, oltre a una copia della Bibbia dei Vescovi, anche una copia di Atti e Monumenti.

### Terza edizione
La terza edizione, pubblicata nel 1576, fu semplicemente una ristampa economica dell'edizione del 1570, stampata su carta più sottile e in caratteri più piccoli, così da ridurne le dimensioni.

### Quarta edizione
Pubblicata nel 1583, fu l'ultima stampata durante la vita di Foxe. Era un'edizione di lusso, stampata su carta pregiata in caratteri grandi e riccamente decorata. Con le sue 2.000 pagine in folio, era quattro volte più lungo della Bibbia e venne definita come "il libro inglese fisicamente più imponente, complesso e tecnicamente impegnativo del suo tempo, nonché dei primi tre secoli almeno della stampa inglese". Il frontespizio recitava "l'autore desidera che tu, buon lettore, lo sostenga con la tua preghiera".
Ormai soddisfatto del suo lavoro, Foxe considerava questa l'edizione definitiva ed era passato ad altro, fra cui un lavoro sull'Apocalisse e un'opera intitolata Eicasmi, rimasta incompiuta a causa della sua morte nel 1587. 

### Edizioni in latino
Prima dell'edizione del 1563 in inglese, Foxe pubblicò, durante i suoi anni di esilio, due "bozze" della sua opera in latino, una nel 1554 a Strasburgo e una nell'agosto 1559 a Basilea. Erano entrambe concepite come il primo volume di un'opera doppia, ma nessuno dei due secondi volumi fu realizzato, anche se un seguito dell'edizione di Basilea fu pubblicato da Henry Pantaleon nel 1563.
L'edizione del 1554 era più che altro una prefigurazione della sua opera futura, dal momento che non si trattava che di un breve volume dedicato allo sviluppo del movimento dei Lollardi e alle persecuzioni da loro subite, volume che finirà per diventare solo una delle cinque sezioni della sua opera completa.
L'edizione del 1559, benché descritta come "un frammento", era in realtà lunga oltre 730 pagine e copriva in maniera piuttosto approfondita del regno di Maria I. Tuttavia, il testo era privo di fonti, in quanto, come scritto dallo stesso Foxe, "è difficile scrivere della storia contemporanea inglese quando si vive isolati in Germania, dove si può essere raggiunti da pochi amici e ancora meno informazioni". Il testo era illustrato, sebbene da sole quattro xilografie, la più celebre delle quali mostra il rogo del vescovo Cranmer.
Le due edizioni latine garantirono a Foxe la reputazione necessaria a garantirsi un tipografo per l'edizione inglese una volta rientrato in patria.

### Edizioni ridotte e opere derivate
Oltre alle edizioni canoniche, l'opera di Foxe ispirò anche edizioni ridotte e derivate.
Una prima edizione ridotta, dedicata a Sir Francis Walsingham, venne frettolosamente pubblicata nel 1589 da Timothy Bright, appena due anni dopo la morte di Foxe, con lo scopo di onorare sia la vita dell'autore che la vittoria contro l'Armata spagnola nel 1588.
Da questa prima, approssimativa edizione riassuntiva derivarono centinaia di edizioni più o meno basate sui testi di Foxe, con materiale selezionato e rimaneggiato a seconda dell'interesse degli editori.

### Il libro dei martiri

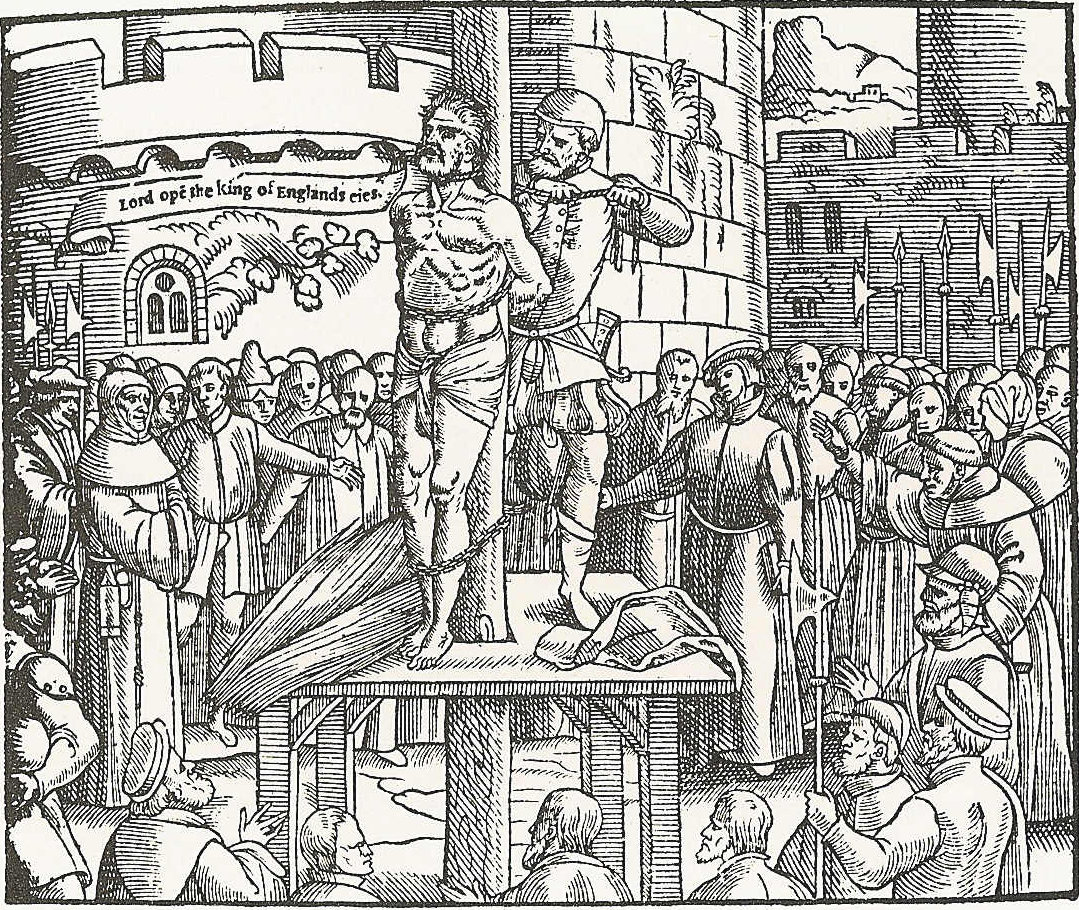
William Tyndale in procinto di essere strangolato e messo al rogo. Xilografia da Il libro dei martiri, 1631

Malgrado i tentativi di Foxe di correggere il malinteso, l'opera divenne conosciuta principalmente come un martirilogio e così la videro gli editori che pubblicarono le edizioni post-mortem. Basandosi quasi esclusivamente sulle ultime due sezioni (corrispondenti al Volume II nelle edizioni doppie), pubblicarono testi che erano in tutto e per tutto Libri dei Martiri. Ricchi di illustrazione evocative, furono i mezzi principali con cui la visione di Foxe fece prese nelle coscienze della massa, influenzandola per generazioni grazie a un flusso di ristampe quasi continuo, da cui poi veniva attinto materiale per articoli di giornali, stampe, manifesti e proclami.
Eppure, malgrado molti conoscessero l'opera di Foxe solo con questo nome, Libro dei Martiri non venne effettivamente usato come titolo fino al 1631. In effetti, divenne un titolo popolare solo dopo il 1750 e lo standard solo dopo il 1850. L'aggiunta del nome dell'autore all'interno del titolo stesso compare a partire dall'edizione Kelly del 1840, e fu forse il risultato di un errore di stampa.
A oggi, la maggior parte di queste edizioni sono ignorate, se non disprezzate, dagli studiosi come esempi di "propaganda nazionalistica volta a isolare i cattolici", e sono a volte indicate come I bastardi di Foxe, facendo sì che molto di esse risulti ancora sconosciuto.

### Elenco delle principali edizioni, ridotti e opere derivate
| Editione                                      | Data          | Note |
| --------------------------------------------- | ------------- | --- |
| Edizione latina di Strasburgo                 | 1554          | Tratta principalmente delle persecuzioni dei lollardiani. |
| Edizione latina di Basilea                    | agosto 1559   | Benché descritta come "appena un frammento", conta 732 pagine, molte delle quali riguardanti il regno di Maria I Tudor. |
| 1ª edizione inglese, a opera di John Day      | 20 marzo 1563 | Volume unico da 1.800 pagine in folio. |
| 2ª edizione, a opera di John Field            | 1570          | Due volumi, per un totale di 2.300 pagine, contiene le risposte alle critiche cattoliche alla prima edizione. |
| 3ª edizione                                   | 1576          | Ristampa economica della seconda edizione. |
| 4ª edizione                                   | 1583          | Ultima edizione pubblicata prima della morte di Foxe. Volume doppio, oltre 2.000 pagine a doppia colonna. |
| Edizione ridotta, a opera di Timothy Bright   | 1589          | Dedicata a Sir Francis Walsingham. |
| Edizione ridotta, a opera di Clement Cotton   | 1613          | Intitolata Mirror of Martyrs. |
| 6ª edizione                                   | 1610          | Doppio volume; 1.952 pagine più indice di 27 pagine. Ampliato per includere avvenimenti recenti. Intitolato Actes and monuments of matters most speciall and memorable, happening in the Church: with an vniuersall historie of the same... |
| Edizione ridotta, a opera di Thomas Mason     | 1615          | Intitolato Christ's Victorie over Sathans Tyrannie. |
| Ristampa dell'originale                       | 1641          | Include le presunte memorie di Foxe, ora attribuite a suo figlio Simeon Fox. |
| Edizione ridotta, a opera di Edward Leigh     | 1651          | Intitolato Memorable Collections. |
| Edizione ridotta, a opera di Jacob Bauthumley | 1676          | Intitolato Brief Historical Relation of the Most Material Passages and Persecutions of the Church of Christ. |
| Edizione a opera di Paul Wright               | 1784          | Intitolato The New and Complete Book of Martyrs, aggiornato per coprire il XVIII secolo. |
| Edizione a opera di Thomas Kelly              | 1814          | Intitolato The Book of Martyrs..., "revisionato e migliorato dal Rev. John Malham". |
| Edizione a opera di Stephen Reed Cattley      | 1837–1841     | In otto volumi, include Life and Vindication of John Foxe di George Townsend. Edizione pesantemente criticata da Samuel Roffey Maitland per motivi accademici.                                                                              |
| Michael Hobart Seymour                        | 1838          | Intitolato The Acts and Monuments of the Church; containing the history and sufferings of the martyrs; edizione popolare, fu l'edizione più venduta durante l'era Vittoriana.                                                               |

## Storicità
La credibilità di Foxe come storico fu messa in dubbio fin dalla prima edizione, che attirò feroci critiche da parte del mondo accademico cattolico e non solo, che lo accusò di falsificare le prove, mal interpretare i documenti e di aver esposto i fatti in modo parziale. Nonostante Foxe abbia tentato di dimostrare la propria buona fede correggendo via via errori nelle successive edizioni, le critiche non si placarono mai, tanto che dall'inizio del XIX secolo in poi Foxe fu comunemente indicato come uno storico di scarso valore sulla cui opera non si poteva fare affidamento, definendolo "se non il padre delle bugie, quanto meno il maestro delle invenzioni". L'Enciclopedia Britannica del 1911 lo segnò colpevole di "falsificazione intenzionale di prove", mentre nell'Enciclopedia Cattolica del 1913 viene segnalato il valore dei documenti e delle testimonianze usate di per sé, ma di Foxe viene detto che "mutilò intenzionalmente le sue fonti ed è in generale non affidabile".
Una voce contraria fu quella di J. F. Mozley, reverendo e storico anglicano, che reputò Foxe "un onesto ricercatore della verità".
Un parziale rivalutamento del valore di Foxe è avvenuto fra la fine del XX e l'inizio del XXI secolo. Nell'edizione del 2009 della Britannica, Foxe viene indicato come "effettivamente dettagliato e conserva molto materiale di prima mano sulla Riforma inglese introvabile altrove".

### Fonti
Foxe basò il suo lavoro riguardante i periodi precedenti l'età moderna su fonti antiche, fra cui Eusebio, Beda e Matthew Paris, mentre per l'elenco dei martiri del periodo compreso fra il movimento dei Lollardi e il regno di Maria I attinse a fonti coeve, come registri episcopali, documenti giudiziari e testimonianze oculari. Attinse inoltre alle cronache di Robert Crowley (1559) e Thomas Cooper (1549), sebbene Cooper non avesse affatto apprezzato l'opera di Crowley, che pure si proponeva di essere un'estensione della sua, e pubblicò in seguito lui stesso due nuove edizioni "aggiornate e corrette". Un'altra influenza furono i testi di John Bale, alcuni brani dei quali furono trascritti integralmente. Nella raccolta del materiale, Foxe si fece assistere da Henry Bull.

### Neutralità
Sebbene il resoconto di Foxe non possa in alcun modo essere definito imparziale, come testimoniano le glosse annotate ai margini, bisogna ricordare che requisiti come neutralità, obiettività o imparzialità non erano richiesti o attesi nei lavori storici fino all'Illuminismo, e non si affermarono su larga scala fino alla seconda età contemporanea.
Tuttavia, David Loades ha suggerito che Foxe fu "straordinariamente obiettivo" nella descrizione della situazione politica a lui contemporanea, sottolineando come non fece alcun tentativo di martirizzare Thomas Wyatt e i suoi seguaci, né alcuno che fosse stato giustiziato per tradimento, a eccezione di George Eagles, che ritiene essere stato "ingiustamente accusato".
Nel British Authors before 1800: A Biographical Dictionary del 1952, Stanley Kunitz e Howard Haycraft scrissero:
Per almeno un secolo è stato praticamente richiesto di leggere Foxe in ogni famiglia puritana di lingua inglese, che era spesso l'unico libro posseduto oltre la Bibbia. Probabilmente nessun libro ha causato così tante nevrosi come questo. Foxe era un fanatico protestante, scriveva con energia febbrile, era completamente credulo e si crogiolava nell'orrore. Nessun dettaglio è troppo piccolo o troppo terribile per non essere descritto minuziosamente, e nessuna invettiva troppo violenta per non essere rivolta ai cattolici romani, poiché a suo avviso non c'erano altri martiri oltre i protestanti. Il suo unico tema è la sofferenza, e stressa i nervi dei suoi lettori con una lunga monotonia di agonia e terrore.
Nel Dictionary of National Biography del 1885, Sidney Lee scrisse che Foxe era un protestante appassionato, pronto ad accettare qualsiasi prova a suo favore in modo acritico. Elenca anche una serie di errori fattuali commessi da Foxe e teorizza che il suo lavoro abbia plagiato quello di autori precedenti e coevi.
Thomas S. Freeman paragona Foxe a un avvocato che, pur senza falsificare nessuna prova, è in grado di presentarle nella maniera più favorevole possibile al suo cliente, facendo sì che siano le prove ad adattarsi alla sua versione piuttosto che il contrario. Conclude dicendo che, sebbene la versione della storia così risultante vada senza dubbio ascoltata, va fatto in modo critico, tenendo a mente l'interesse di chi l'ha prodotta.
Tuttavia, William Haller sottolinea come, dalla fine del XVII secolo, l'opera di Foxe fu progressivamente ridotta e sensazionalizzata, dando risalto agli episodi di tortura e morte, in una "progressiva corruzione e volgarizzazione dell'opera in mera propaganda sempre più estrema", fino a trasformarsi in un "luridume senza dubbio lontano dalle intenzioni originali dell'autore".
Il risultato di ciò, in aggiunta alla strumentalizzazione del nome di Foxe contro la High Church oltre che contro la Chiesa Cattolica, fu la penalizzazione di Foxe sia presso i cattolici che presso gli anglicani. Vennero organizzate vere e proprie sessioni di ricerca allo scopo di confutarlo, guidate da studiosi come Roffey Maitland, Richard Frederick Littledale, Robert Parsons e John Milner. Ulteriori critiche nacquero quando il sistema di valori sociali cambiò progressivamente dall'intolleranza alla tolleranza, a cui seguì il ripudio del mondo accademico. Alla fine del XIX secolo "nessuno con pretese letterarie... si è più azzardato a citare Foxe come un'autorità".
Tuttavia, la biografia di Foxe del 1940 di J.F. Mosley gettò le fondamenta per una rivalutazione di Foxe che continua ancora oggi. Nel 1992 venne pubblicata una nuova edizione critica di Atti e Monumenti, mentre nel 1983 Warren Wooden scrisse: "la reputazione di Foxe come storico attento e accurato, anche se partigiano, soprattutto relativamente ai suoi giorni, è stata ripulita e ripristinata con il risultato che gli storici moderni non si sentono più costretti a scusarsi automaticamente per le prove e gli esempi tratti da Atti e Monumenti".
Anche Patrick Collinson ha sdoganato Foxe come storico, definendolo "il più grande storico inglese della sua epoca, e il più revisionista".

## Prospettive religiose
Gli anglicani considerano l'opera di Foxe una testimonianza delle sofferenze inflitte loro da parte dei cattolici anti-protestanti, e della strenua difesa della fede anglicana fino alla morte, vista come componente essenziale dell'identità inglese.
D'altra parte, i cattolici considerano Foxe come una fonte significativa dell'anti-cattolicesimo inglese, accusandolo, fra le altre cose, di ignorare volutamente, nel trattare i casi di martirio mariani, la possibilità di concomitanza di motivi politici oltre che religiosi.

## Influenza

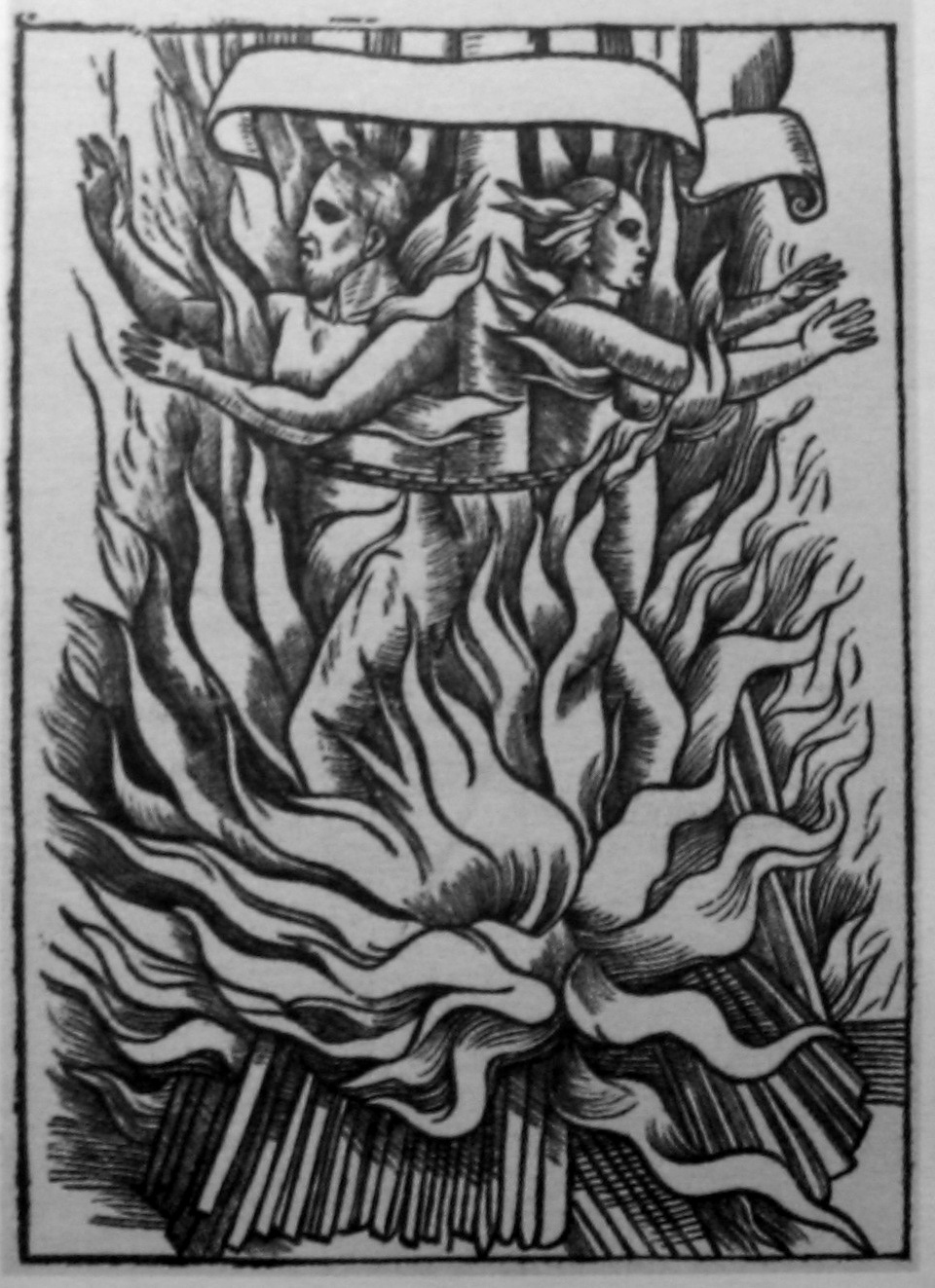
Doppio martirio per rogo di un uomo e una donna, da un'edizione del 1641

A seguito di un atto del 1671, una copia di Atti e monumenti fu resa disponibile, insieme alla Bibbia, in cattedrali, sedi vescovili e corporazioni religiose, mentre brani selezionati furono letti durante la messa domenicale, divenendo noto tanto al popolo quanto agli studiosi. È riportato che una copia fosse presente sulle navi di Francis Drake, nella tenda di Oliver Cromwell e nelle biblioteche di Oxford e Cambridge.
Diversi studiosi hanno indicato Atti e Monumenti come una delle opere che più hanno avuto influenza sul pensiero inglese, contribuendone a plasmarne l'identità.
Gordon Rupp lo definì "un evento" e "uno dei sei pilastri del pensiero religioso inglese", insieme alla Bibbia inglese di Tyndale, al Libro delle preghiere comuni di Cranmer, Paradiso Perduto di Milton, Il pellegrinaggio del cristiano di Bunyan e Hymns di Watts, notando che almeno due dei cinque sopra elencati hanno ripreso e rielaborato le idee di Foxe: il suo era tra i pochi libri che Bunyan tenne con sé durante la prigionia e Milton attinse a piene mani da Foxe per i suoi Of Reformation.
Per secoli dopo la morte di Foxe la sua opera continuò a essere stampata, letta e apprezzata. John Burrow si riferisce a essa come "la più grande influenza singola sul pensiero protestante inglese del tardo periodo Tudor e del primo periodo Stuart esclusa la Bibbia stessa".
L'opera di Foxe contribuì a plasmare l'identità nazionale, religiosa e storica inglese per oltre quattro secoli. Con il suo quadro di un'Inghilterra martirizzata da una regina cattolica e portata alla sua epoca d'oro da una anglicana, del nemico rovesciato e della patria salvata, creò un codice popolare e accademici chiaro e di facile presa sulle coscienze, evocando il pericolo dell'ospitare il nemico straniero e fornendo una legittimazione alla xenofobia e all'intolleranza religiosa. L'opera ha anche contribuito a cementare la visione tradizionale che crea un legame fra la monarchia inglese e la chiesa anglicana, in particolare per i Whigs, e fornì materiale duraturo per la tradizione radicale del XVII secolo, espressa tramite martirologi, ballate e volantini a stampa.

## Nella storiografia
Mentre l'influenza di Foxe nella cultura popolare è sempre stata ampiamente accettata, raramente gli studiosi hanno accettato di riconoscergli una pari influenza in campo accademico, se non sulla fine del XX secolo.
Eppure, dal XVII secolo in poi, Atti e Monumenti è stato accanitamente studiato in maniera critica, le sue informazioni contestate e verificate e, nella maggior parte dei casi, confermate. Gli studi del XVII e XVIII secolo sono poi stati a loro volta criticati, revisionati e analizzati nel XIX e XX, e ancora una volta le informazioni sono state in buona parte verificate come credibili. Questo perché, sebbene Foxe fosse inesorabilmente parziale nell'esposizione e nei commenti, i documenti e le testimonianze da lui usate erano di altissimo valore, in molti casi unici: fra i primi a riconoscere il valore dell'opera di Foxe da un punto di vista della ricerca documentale fu John Strype. Atti e monumenti fu fra le fonti principali di importanti lavori storici riguardanti la storia della chiesa anglicana, fra cui The English Reformation di Arthur Dickens (1964, riedito nel 1989).
Una delle ragioni della lunga esclusione di Atti e Monumenti dalla storiografia accademica è stato l'alto tasso di malleabilità del testo, che si tradusse, in certi casi, in vera e propria incoerenza.
Tuttavia, alla fine degli anni '90, diversi storici misero Foxe in una luce diversa. Warren Wooden lo definì una figura chiave della storiografia riguardante la Riforma inglese, grazie alla sua abilità nell'identificarne temi, personaggi e simboli chiave. Inoltre, ha sottolineato il contributo di Foxe nell'individuarne le cause e le matrici secondo motivi storici, piuttosto che linguistici o epistemologici. Patrick Collinson, grande estimatore di Foxe, nel 1984 istituì e finanziò il Progetto Foxe, allo scopo di produrre una nuova edizione critica e completa delle sue opere e favorire gli studi foxiani, che fu completata nel 2007. Il Progetto organizzò anche cinque convegni, che produssero dozzine di articoli e almeno due libri accademici.
Nel marzo 2013, in occasione dei 450 anni dalla prima edizione, è stata rilasciata online un'edizione completa digitale e gratuita di Atti e Monumenti, che permette di confrontare e fare ricerche incrociate su tutte le principali edizioni storiche, comprese le quattro originali, oltre a mettere a disposizione un vasto repertorio di saggi storici e moderni allegati. La messa a disposizione di un repertorio tanto vasto ha riacceso il dibattito su come approcciarsi a un testo del genere e in generale a testi tanto antichi, ed è stato chiamato in causa il discorso di Collinson in occasione del Terzo Convegno Foxe del 1999, quando conclude dichiarando: "dalla morte dell'autore, questo non è più stato un libro in alcun senso convenzionale del termine".